# Coudons
Coudons ist eine französische Gemeinde im Arrondissement Limoux im Département Aude in der Region Okzitanien (vor 2016 Languedoc-Roussillon) in den Ausläufern der Pyrenäen. Sie hat 53 Einwohner (Stand 1. Januar 2022). Coudons gehört zum Kanton La Haute-Vallée de l’Aude und zum Gemeindeverband Communauté de communes Pyrénées Audoises. Die Einwohner werden Coudonais genannt.

## Geographie
Coudons liegt etwa 50 Kilometer südsüdwestlich von Carcassonne. Umgeben wird Coudons von den Nachbargemeinden Nébias im Norden, Quillan im Nordosten, Ginoles im Osten, Quirbajou im Südosten und Süden sowie Belvis im Süden und Westen.

## Bevölkerungsentwicklung
| 1962                       | 1968 | 1975 | 1982 | 1990 | 1999 | 2006 | 2019 |
| -------------------------- | ---- | ---- | ---- | ---- | ---- | ---- | ---- |
| 107                        | 83   | 84   | 81   | 79   | 62   | 54   | 52   |
| Quellen: Cassini und INSEE |      |      |      |      |      |      |      |

## Sehenswürdigkeiten
- Kirche Sainte-Marie